# 川崎文治
川崎 文治（かわさき ふみはる、1917年6月17日 - 2002年7月30日）は、日本の経営学者。大阪市立大学（現大阪公立大学）名誉教授。元北九州大学（現北九州市立大学）学長。

## 人物・経歴
福岡市生まれ。1942年9月東京商科大学（現・一橋大学）卒業、同年10月三井化学工業（現・三井化学）入社。
1950年3月三井化学工業を退職し、1951年9月より1953年3月にかけて福岡県立修猷館高等学校で講師を務め、その傍ら九州大学大学院に学ぶ。1970年大阪市立大学商学博士。
1953年4月久留米大学商学部助教授、1956年10月長崎大学経済学部教授、1964年4月大阪市立大学商学部教授、1974年4月同商学部長、1976年同名誉教授、1979年4月山口大学経済学部教授、1981年4月北九州大学（現・北九州市立大学）大学院経営学研究科教授を経て、1984年7月北九州大学学長に就任。1988年7月退官。藍綬褒章受章。指導学生に谷本寛治一橋大学名誉教授など。2002年7月30日、脳卒中のため死去。

## 著書
- 『賃銀論』関書院 1955年
- 『造船工業における標準時間と賃金の問題』1960年
- 『現段階における「男女同一賃金」の問題 : 法制的背景への管見』長崎：長崎大学経済学会 1961年
- 『科学的管理批判』森山書店 1970年
- 『現代資本主義と経営学説』編著 ミネルヴァ書房 1978年